# Luděk Stracený
Luděk Stracený (ur. 19 kwietnia 1977 w Pradze) – czeski piłkarz występujący na pozycji pomocnika.

## Kariera klubowa
Stracený treningi rozpoczął w Sokole Říčany. Potem grał w juniorach Sparty Praga, a w 1995 roku został włączony do jej pierwszej drużyny, grającej w pierwszej lidze czeskiej. W sezonie 1995/1996 zdobył ze Spartą Puchar Czech. Następnie, przez półtora sezonu przebywał na wypożyczeniu w drugoligowym SK Chrudim. Potem wrócił do Sparty, z którą w sezonach 1997/1998 oraz 1998/1999 wywalczył mistrzostwo Czech.
Sezon 1999/2000 Stracený spędził na wypożyczeniu w także pierwszoligowej Viktorii Žižkov, a następnie został zawodnikiem tego klubu na zasadzie transferu definitywnego. W sezonie 2000/2001 zdobył z nią Puchar Czech, a w sezonie 2003/2004 spadł do drugiej ligi. W 2005 roku został wypożyczony do pierwszoligowej Marili Příbram.
Na początku 2006 roku Stracený został graczem litewskiego FBK Kaunas, jednak od razu wypożyczono go do szkockiego Hearts. W Scottish Premier League zadebiutował 7 lutego 2006 w zremisowanym 1:1 meczu z Dundee United. W barwach Hearts rozegrał dwa spotkania, a w połowie 2006 roku przeszedł do Viktorii Žižkov. W sezonie 2006/2007 awansował z nią z drugiej ligi do pierwszej. W 2009 roku zakończył karierę.

## Kariera reprezentacyjna
W reprezentacji Czech Stracený wystąpił jeden raz, 15 sierpnia 2001 w wygranym 5:0 towarzyskim meczu z Koreą Południową.